# Medvědí hora
Medvědí hora (německy Bärensteindl) je 1225 m vysoký plochý hřbet nacházející se v Modravských slatích v centrální zóně ochrany přírody NP Šumava, asi 1,5 km od hranice s Bavorskem. Přes vrchol probíhá rozhraní katastrálních území Javoří Pila a Roklanský les obce Modrava.

## Historie
Po druhé světové válce se hora nacházela v nepřístupném hraničním pásmu. Přímo přes její vrchol vedla od severu k jihu 1. linie železné opony. Průsek, kde stál plot s ostnatým drátem, není dnes již patrný. Vrchol i jeho okolí leží v klidovém území Národního parku Šumava, a tudíž je nepřístupný.

## Vrcholy
Hora má dva vrcholy, vzdálené od sebe 700 m, na obou se nachází vrcholová skalka. Výhledy jsou kvůli pokračující sukcesi po kůrovcové kalamitě omezené.
- Severní vrchol (1224 m)  – oficiální vrchol Medvědí hory. Od jižního oddělen mělkým sedlem. Vrcholové skalky jsou uváděny jako Židovské skály.
- Jižní vrchol (1225 m) - na většině map neoznačen.  Na vrcholové skalce jižního vrcholu se nachází malá pamětní deska. Asi 400 m jihovýchodně od něj se nachází Roklanská chata.

## Flóra
Porost tvoří podmáčené smrčiny, traviny a různé druhy bobulovin. Smrčiny na severních svazích nesou název Židovský les.
Horu obklopují velké komplexy rašelinišť – Rokytská slať, Roklanská slať a Novohuťské močály.